# Landkreis Lübben (Spreewald)

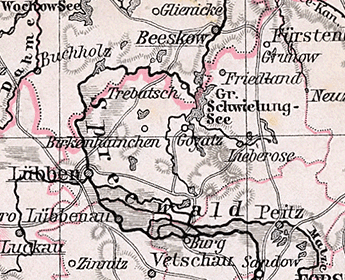
Das Kreisgebiet 1905

Der Landkreis Lübben (Spreewald), ursprünglich Kreis Lübben oder auch Lübbenscher Kreis, war ein Landkreis in Brandenburg. Er bestand in der preußischen Provinz Brandenburg und im Land Brandenburg der SBZ bzw. DDR von 1816 bis 1952. Der Kreis umfasste 1949 die drei Städte Friedland (Niederlausitz), Lieberose und Lübben (Spreewald) sowie 76 weitere Gemeinden. Das ehemalige Kreisgebiet gehört heute größtenteils zum Landkreis Dahme-Spreewald.

## Verwaltungsgeschichte

### Königreich Preußen
Als eines der Ergebnisse des Wiener Kongresses musste das Königreich Sachsen 1815 die Niederlausitz an Preußen abtreten. Einer der fünf historischen Kreise der Niederlausitz war der Krumspreeische Kreis.
Die Niederlausitz wurde Teil des neuen Regierungsbezirks Frankfurt, in dem 1816 eine umfassende Kreisreform durchgeführt wurde. Der alte Kreis Lübben wurde dabei deutlich vergrößert:
- Die Herrschaft Beeskow, bis dahin zur Kurmark gehörig, wurde in den Kreis Lübben eingegliedert.
- Die Orte Mochlitz, Niewisch, Pieskow, Speichrow, Trebitz und Ullersdorf wechselten aus dem Kreis Guben in den Kreis Lübben.
- Der Ort Frauenberg wechselte aus dem Kreis Luckau in den Kreis Lübben.
- Die Orte Gosda, Missen, Säritz und Werchow wechselten aus dem Kreis Lübben in den Kreis Calau.

Zum 1. Januar 1836 schied das Gebiet der ehemaligen Herrschaft Beeskow wieder aus dem Kreis aus und wurde Teil des neuen Kreises Beeskow-Storkow im Regierungsbezirk Potsdam der Provinz Brandenburg.

### Norddeutscher Bund/Deutsches Reich
Seit dem 1. Juli 1867 gehörte der Kreis zum Norddeutschen Bund und ab dem 1. Januar 1871 zum Deutschen Reich.
Zum 1. April 1882 wurden die Landgemeinde Amalienhof und der Gutsbezirk Amalienhof aus dem Kreis Beeskow-Storkow in den Kreis Lübben eingegliedert, während die Landgemeinde Kossenblatt sowie Teile des Gutsbezirks Kossenblatt und des Forstschutzbezirks Kossenblatt vom Kreis Lübben zum Kreis Beeskow-Storkow traten.
Seit 1928 führte der Kreis Lübben die Bezeichnung Lübben (Spreewald). Zum 30. September 1928 fand im Kreis Lübben (Spreewald) entsprechend der Entwicklung im übrigen Freistaat Preußen eine Gebietsreform statt, bei der alle Gutsbezirke bis auf zwei aufgelöst und benachbarten Landgemeinden zugeteilt wurden. Im Frühjahr 1945 wurde das Kreisgebiet durch die Rote Armee besetzt.

### Deutsche Demokratische Republik
Durch das Gesetz über die Änderung zur Verbesserung der Kreis- und Gemeindegrenzen vom 28. April 1950 kam es am 1. Juli 1950 zu einer Reihe von Gebietsänderungen:
- Aus dem aufgelösten Landkreis Beeskow-Storkow wechselten die Gemeinden Alt-Schadow, Birkholz, Briescht, Giesensdorf, Groß Wasserburg, Hohenbrück, Kossenblatt, Köthen, Krausnick, Leibsch, Märkisch Buchholz, Neu Lübbenau, Neu Schadow, Neuendorf am See, Ranzig, Sabrodt, Sawall, Stremmen, Trebatsch, Werder/Spree und Wulfersdorf in den nunmehr Landkreis Lübben genannten Kreis.
- Aus dem Landkreis Calau wechselten die Gemeinden Bischdorf, Boblitz, Dubrau, Eisdorf, Fleißdorf, Göritz b. Vetschau, Groß Beuchow, Groß Klessow, Groß Lübbenau, Hindenberg, Kahnsdorf, Kittlitz, Klein Beuchow, Krimnitz, Kückebusch, Lehde, Leipe, Lübbenau, Märkischheide, Naundorf b. Vetschau, Raddusch, Ragow, Schönfeld, Stradow, Suschow, Terpt, Tornow, Vetschau, Vorberg und Zerkwitz in den Landkreis Lübben.
- Aus dem Landkreis Cottbus wechselten die Gemeinden Babow, Briesen, Burg, Burg-Kauper, Burg-Kolonie, Fehrow, Guhrow, Müschen, Ruben, Saccasne, Schmogrow, Striesow und Werben in den Landkreis Lübben.
- Aus dem Landkreis Luckau wechselten die Gemeinden Briesen, Freiwalde, Groß Lubolz, Groß Radden, Kaden, Klein Radden, Neuendorf, Niewitz, Oderin und Schönwalde in den Landkreis Lübben.

- Aus dem Landkreis Lübben wechselten die Gemeinden Pinnow und Staakow in den Landkreis Cottbus.
- Aus dem Landkreis Lübben wechselten die Stadt Friedland (Nd. Lausitz) sowie die Gemeinden Chossewitz, Dammendorf, Groß Briesen, Groß Muckrow, Grunow, Günthersdorf, Karras, Klein Briesen, Klein Muckrow, Leeskow, Leißnitz, Lindow, Mixdorf, Niewisch, Oelsen, Reicherskreuz, Reudnitz, Trebitz, Ullersdorf, Weichensdorf und Zeust in den neuen Kreis Frankfurt (Oder).

1952 erfolgte in der DDR eine weitere umfassende Gebietsreform:
- Die Gemeinden Blasdorf, Briescht, Doberburg, Giesensdorf, Goschen, Jamlitz, Kossenblatt, Lieberose, Mittweide, Mochlitz, Pieskow, Plattkow, Ranzig, Sabrodt, Sawall, Schadow, Speichrow, Stremmen, Trebatsch, Werder und Wulfersdorf kamen zum neuen Kreis Beeskow.
- Alle 1950 aus dem Landkreis Calau hinzugekommenen Gemeinden sowie Groß Radden und Klein Radden kamen zum neuen Kreis Calau.
- Alle 1950 aus dem Landkreis Cottbus hinzugekommenen Gemeinden kamen zum neuen Kreis Cottbus.
- Die Gemeinden Birkholz, Briesen, Köthen, Märkisch Buchholz und Oderin kamen zum neuen Kreis Königs Wusterhausen.
- Die Gemeinde Kaden kam zum neuen Kreis Luckau.
- Die verbliebenen Gemeinden bildeten den Kreis Lübben. Zu diesem Kreis kamen auch noch die Gemeinden Friedrichshof, Rietzneuendorf, Staakow und Waldow/Brand aus dem Landkreis Luckau. Der Kreis Lübben wurde dem neugebildeten Bezirk Cottbus zugeordnet.

## Einwohnerentwicklung
| Jahr | Einwohner | Quelle |
| ---- | --------- | ------ |
| 1816 | 31.363    | [ 10 ] |
| 1840 | 27.590    | [ 11 ] |
| 1871 | 34.228    | [ 12 ] |
| 1890 | 38.861    | [ 1 ]  |
| 1900 | 33.712    | [ 1 ]  |
| 1910 | 34.661    | [ 1 ]  |
| 1925 | 33.595    | [ 1 ]  |
| 1933 | 32.873    | [ 1 ]  |
| 1939 | 32.068    | [ 1 ]  |
| 1946 | 43.896    | [ 13 ] |

## Landräte
- 1817–1827 Ewald von Trosky
- 1827–1845 Bernhard von Patow
- 1845–1871 Karl von Houwald
- 1872–1881 Jesco von Puttkamer
- 1881–1887 Ernst von Houwald
- 1887–1899 Dietrich von der Schulenburg
- 1899–1905 Friedrich von Falkenhausen
- 1905–1917 Edgar Loehrs
- 1917–1933 Erich von Reden
- 1933–1935 Udo von Alvensleben
- 1935–1937 Rudolf Kriele
- 1937–1945 Paul Martin

Ewald von Trosky, Landrat 1817–1827
Bernhard von Patow, Landrat 1827–1845
Karl von Houwald, Landrat 1845–1871
Jesko von Puttkamer, Landrat 1872–1881
Ernst von Houwald, Landrat 1881–1887
Dietrich von der Schulenburg, Landrat 1887–1899
Friedrich von Falkenhausen, Landrat 1899–1905
Edgar Loehrs, Landrat 1905–1917
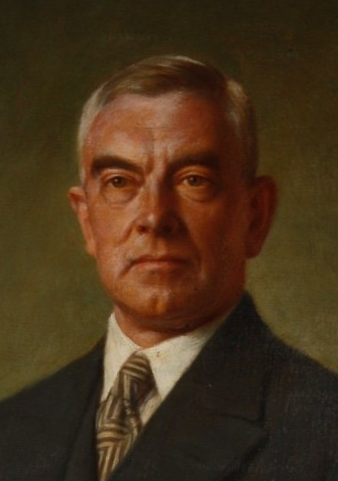
Erich von Reden, Landrat 1917–1933

## Städte und Gemeinden

### Stand 1949
Dem Landkreis Lübben gehörten 1949 die folgenden Städte und Gemeinden an:
| - Alt Zauche - Biebersdorf - Blasdorf - Briesensee - Bückchen - Butzen - Byhleguhre - Byhlen - Caminchen - Chossewitz - Dammendorf - Doberburg - Dollgen - Dürrenhofe - Friedland (Nd. Lausitz), Stadt - Glietz - Goschen - Goyatz - Gröditsch - Groß Briesen | - Groß Leine - Groß Leuthen - Groß Liebitz - Groß Muckrow - Grunow - Guhlen - Günthersdorf - Hartmannsdorf - Jamlitz - Jessern - Karras - Klein Briesen - Klein Leine - Klein Leuthen - Klein Liebitz - Klein Lubolz - Klein Muckrow - Krugau - Kuschkow - Laasow | - Lamsfeld - Leeskow - Leibchel - Leißnitz - Lieberose, Stadt - Lindow - Lübben (Spreewald), Stadt - Mittweide - Mixdorf - Mochlitz - Mochow - Neu Zauche - Niewisch - Oelsen - Pieskow - Pinnow - Plattkow - Pretschen - Radensdorf - Reicherskreuz | - Ressen - Reudnitz - Sacrow - Schadow - Schlepzig - Schuhlen-Wiese - Siegadel - Speichrow - Staakow - Straupitz - Trebitz - Treppendorf - Ullersdorf - Waldow - Weichensdorf - Wittmannsdorf - Wußwerk - Zaue - Zeust |

### Vor 1939 aufgelöste Gemeinden
- Behlow, 1921 zu Lieberose
- Frauenberg, 1928 zu Lübben
- Möllen, 1938 zu Niewisch
- Mühlendorf, 1938 zu Byhleguhre (damals Geroburg)
- Münchhofe, 1939 zu Lieberose
- Neu Byhleguhre, 1938 zu Byhleguhre (damals Geroburg)
- Sarkow, 1939 zu Leißnitz
- Steinkirchen, 1939 zu Lübben
- Schuhlen und Wiese, 1938 zu Schuhlen-Wiese zusammengeschlossen

### Namensänderungen
In einigen Fällen wurden Ortsnamen sorbischer Herkunft unter nationalsozialistischer Herrschaft 1937 aus ideologischen Gründen lautlich angeglichen, übersetzt oder gänzlich neu erfunden, zum Beispiel:
- Byhleguhre → Geroburg
- Byhlen → Waldseedorf
- Dobberbus → Doberburg
- Goyatz → Schwieloch
- Goschzschen → Goschen
- Sglietz → Glietz
- Skuhlen → Schuhlen
- Syckadel → Siegadel
- Wusswergk → Wußwerk.

Die Umbenennungen von Byhleguhre, Byhlen und Goyatz wurde nach dem Zweiten Weltkrieg wieder rückgängig gemacht.